# فرانکنشتاین (کمیک)
فرانکنشتاین (به انگلیسی: Frankenstein) یک شخصیت خیالی در کتاب‌های کامیک آمریکایی منتشر شده توسط دی‌سی کامیکس است. این شخصیت توسط ادموند همیلتون و باب کین بر اساس شخصیت هیولای فرانکنشتاین، اثر مری شلی خلق شده‌است که برای اولین بار در شمارهٔ ۱۳۵ از مجموعه کمیک‌های کاراگاهی (مه ۱۹۴۸) معرفی شد.